# رافيف أولمان
رافيف أولمان (مواليد 24 يناير 1986) هو ممثل أمريكي-إسرائيلي، قام بدور البطولة في مسلسل فيل من المستقبل.

## روابط خارجية
- رافيف أولمان على موقع IMDb (الإنجليزية)
- رافيف أولمان على موقع ألو سيني (الفرنسية)
- رافيف أولمان على موقع ألو سيني (الفرنسية)
- رافيف أولمان على موقع أول موفي (الإنجليزية)
- رافيف أولمان على موقع قاعدة بيانات برودواي على الإنترنت (الإنجليزية)
- رافيف أولمان على موقع إن إن دي بي (الإنجليزية)
- رافيف أولمان على موقع قاعدة بيانات الفيلم (الإنجليزية)
- رافيف أولمان على موقع كينوبويسك (الروسية)